# Douglas Emhoff
Douglas Emhoff (født 13 oktober 1964) er en amerikansk advokat der i perioden 2021-2025 var USA's andenherre i kraft af sit ægteskab til den amerikanske senator og vicepræsident Kamala Harris. Den 20. januar 2021 blev han den første andenherre i USA's historie idet hans kone blev taget i ed som USA's 49. vicepræsident.